# Тихонівка (Мелітопольський район)
Ти́хонівка — село в Україні, в Мелітопольському районі Запорізької області. Входить до складу Мирненської селищної громади. Населення становить 363 осіб.

## Географія
Село Тихонівка знаходиться на лівому березі річки Арабки, на дорозі з Астраханки в Вознесенівку, простягнувшись уздовж дороги на 4,5 км. За 5 км на північний захід від Тихонівки знаходиться село Новопилипівка.
Біля північно-східної околиці села річка Арабка перекрита земляною дамбою та утворює ставок площею 71,3 га. У південно-східній околиці Тихонівка починається Старобердянське лісництво і тягнеться до самої річки Молочної.

## Населення

### Мова
Розподіл населення за рідною мовою за даними перепису 2001 року:
| Мова       | Кількість | Відсоток |
| ---------- | --------- | -------- |
| російська  | 293       | 80.72%   |
| українська | 70        | 19.28%   |
| Усього     | 363       | 100%     |

## Історія
- Біля села був знайдений кам'яний шліфований леміш  епохи бронзи, що датується I тисячоліттям до н. э.[3]
- Тихонівка була заснована в 1793 році.
- До 2017 року орган місцевого самоврядування — Новопилипівська сільська рада.

## Економіка
- «АГРОЙЛ», ТОВ.

## Об'єкти соціальної сфери
- Школа. Тихонівська загальноосвітня школа I—II ступенів розташована за адресою вул. Пушкіна, 90. Школа відраховує свою історію від Тихонівського земського початкового народного училища, заснованого в 1895 році. Під час німецько-радянської війни школа була зруйнована. Відбудована знову в кінці 1950-х років, працювала як 8-річна, але була закрита в 1974 році. У 1983 році школа знову відкрилася як початкова, а в 1993 році був побудований ще один корпус, і школа стала загальноосвітньою I—III ступенів. З 1995 року школа працює як загальноосвітню I—II ступенів. У школі 8 класів (по одному на паралель), 22 учня і 9 вчителів. Директор школи Лисенко Наталія Василівна.[4]
- Бібліотека-філія № 23.[5]
- Фельдшерсько-акушерський пункт.

## Пам'ятки

### Храм святогоархангела Михаїла
Це найстаріший храм Мелітопольщини, побудований в кінці XIX століття. Освячення храму відбулося 30 травня 1905 року. Але до цього на тому ж місці вже кілька разів стояли дерев'яні церкви, знищені пожежами. За деякими даними, основі, на якій побудований храм, понад 1000 років.
До Жовтневого перевороту у храмі знаходився п'ятиярусний дерев'яний іконостас. Під час німецько-радянської війни церква тимчасово служила лікарнею. Залишаючи Тихонівка, німці хотіли підірвати церкву разом з жителями села, але не встигли.
У 2011 році Храм архангела Михаїла був оголошений одним із „Семи чудес світу Мелітопольського краю“.

### Старобердянське лісництво
На захід від Тихонівки знаходиться Старобердянське лісництво — один з найстаріших в України лісових масивів у степовій зоні, закладений Й. Й. Корнісом в 1846 році. У лісництві ростуть понад 165 деревних і чагарникових порід, мешкають 40 видів звірів і 50 видів птахів. У 1974 році лісництво оголошено державним заказником. Старобердянське лісництво також увійшло в список «Семи чудес світу Мелітопольського краю».

## Відомі люди
- Лівінська Лідія Архипівна — києвознавець, дослідник історії міського транспорту, суспільний діяч.